# لوئی دهم
لوئی دهم با فرنام تاریخی ستیزه‌جو (در فرانسوی:Louis X le Hutin؛ در اسپانیایی: Luis el Obstinado به معنای لوئی خیره‌سر) (زاده ۴ اکتبر ۱۲۸۹ – مرگ ۵ ژوئن ۱۳۱۶) پادشاه فرانسه از ۱۳۱۴ تا سال مرگش بود. وی از دودمان کاپتی و پسر فیلیپ چهارم، پادشاه فرانسه از همسرش خوآنای یکم، ملکه ناوار بود.

## زندگی‌نامه
وی در شهر پاریس به‌دنیا آمد. وی را در تاریخ به لقبهای خودسر و کله‌شق نیز خوانده‌اند.
با مرگ مادرش در ۱۳۰۵ پادشاهی ناوار به وی رسید. با مرگ پدر در ۱۳۱۴ پادشاهی فرانسه نیز به او رسید و وی در اوت سال پس از آن در رمس آیین تاجگذاری را برگزار نمود.
او نخست با مارگارت دو بورگوندی پیمان زناشویی بست و از این پیوند دختری به نام خوآنا پدید آمد؛ ولی چندی پس از آن، در ماجرای تور دو نسله، لوئی همسرش را به خیانت متهم کرد و وی را به زندان انداخت و وی سرانجام در شاتو گیار درگذشت. پس از آن او با عموزاده‌اش کلمنتیا مجاری دختر شارل مارتل آنژو و خواهر کاروی یکم، پادشاه مجارستان پیمان زناشویی بست.
پادشاهی او دیری به درازا نینجامید و چندان توجه‌پذیر نیست و روزگار پادشاهی‌اش زمان درگیری نجیب‌زادگان با یکدیگر بود. وی در ۱۳۱۶ در هنگام بازی ژودوپوم درگذشت و در کنار همسر دومش در سن‌دنی به خاک سپرده شد.

## جانشینی لوئی دهم
هنگامی که لوئی مرد، همسرش باردار بود. اگر فرزند او پسر می‌بود جانشین تاج و تحت پدر می‌شد. از دیگر سو بزرگان کشور در گزینش فیلیپ پنجم برادر شاه پیشین و دختر بزرگش مانده بودند زیرا که طبق قانون سالیک تاج و تخت به فرزندان دختر نمی‌رسید.
سرانجام بزرگان پنج ماه چشم به راه زاییدن همسر شاه مرده نشستند تا اینکه فرزند او پسر و میراث‌بر پادشاهی فرانسه شد. او با نام ژان یکم به پادشاهی رسید ولی تنها پنج روز زنده ماند و دیهیم شاهی به عمویش فیلیپ رسید.